# Bill Skate
Bill Skate, właśc. sir William Jake Skate,  (ur. 26 września 1953, zm. 3 stycznia 2006 w Brisbane, Australia) – papuaski polityk, premier, tymczasowy gubernator generalny i przewodniczący parlamentu.
Z ramienia Narodowego Kongresu Ludowego pełnił funkcję premiera od lipca 1997 do lipca 1999. Po wejściu jego partii w koalicję rządową kierowaną przez Michaela Somare został w 2002 przewodniczącym parlamentu. W listopadzie 2003 przejął obowiązki gubernatora generalnego Papui-Nowej Gwinei, w związku z upływem kadencji Alberta Kipalana i uznaniem przez Sąd Najwyższy nieważności wyboru jego następcy, Pato Kakerayi. Pełnił obowiązki gubernatora do maja 2004, broniąc się w tym okresie przed zarzutami nadużyć finansowych dokonanych w czasie swoich rządów; stracił jednocześnie stanowisko p.o. gubernatora generalnego i przewodniczącego parlamentu, kiedy jego partia opuściła koalicję rządową. Jego następcą na obu funkcjach został Jeffrey Nape (pełnoprawnym gubernatorem został miesiąc później Paulias Matane).
Kontynuował działalność w parlamencie do końca życia, mimo pogarszającego się stanu zdrowia (miał problemy z sercem). W styczniu 2005 otrzymał tytuł szlachecki "Sir". Miał opinię jednego z najbardziej kontrowersyjnych polityków Papui-Nowej Gwinei. Zmarł w Brisbane w Australii.